# Noctua juncta
Noctua juncta là một loài bướm đêm trong họ Noctuidae.